# Генріх Буссе
Генріх Буссе (нім. Heinrich Busse; 10 квітня 1909, Мюнстер — 6 листопада 1998, Мюнстер) — німецький офіцер, оберст вермахту і бундесверу. Кавалер Лицарського хреста Залізного хреста з дубовим листям.

## Біографія
В 1928 році вступив в поліцію. В 1935 році перейшов у вермахт, фельдфебель 58-го піхотного полку. В серпні 1939 року переведений в 216-й піхотний полк. Учасник Французької кампанії. З осені 1940 року служив в 579-му піхотному полку 30-ї піхотної дивізії, з 1942 року — командир 2-го батальйону. 17 липня 1943 року важко поранений. З вересня 1943 року — командир 580-го гренадерського полку. Відзначився у боях в Запоріжжі. 3 жовтня 1943 року знову поранений під Кременчуком. Після одужання призначений командиром 328-го фузілерного батальйону. З березня 1944 року — командир 580-го гренадерського полку. Відзначився у боях під Одесою. У вересні 1944 року під час боїв в Будапешті командував бойовою групою. 3 жовтня 1944 року знову важко поранений. Незадовго до кінця війни призначений комендантом табору 1-го училища сухопутних військ в Гюстрові. Після травня 1945 року півроку командував німецькою військовою поліцією в Гольштейні. 26 квітня 1956 року вступив в бундесвер, начальник відділу фельд'єгерської служби 3-го військового округу. 30 вересня 1967 року вийшов у відставку.

## Нагороди
- Медаль «За вислугу років у Вермахті» 4-го класу (4 роки)
- Медаль «За Атлантичний вал» (30 березня 1940)
- Залізний хрест
  - 2-го класу (21 червня 1940)
  - 1-го класу (22 липня 1943)
- Штурмовий піхотний знак в сріблі (14 квітня 1943)
- Почесна застібка на орденську стрічку для Сухопутних військ (17 листопада 1943)
- Лицарський хрест Залізного хреста з дубовим листям
  - лицарський хрест (26 березня 1944)
  - дубове листя (№ 637; 28 жовтня 1944)
- Нагрудний знак ближнього бою в бронзі (1944)
- Нагрудний знак «За поранення» в сріблі
- Орден «За заслуги перед Федеративною Республікою Німеччина», офіцерський хрест